# Cigaritis trimeni
Cigaritis trimeni is een vlinder uit de familie van de Lycaenidae. De wetenschappelijke naam van de soort is voor het eerst gepubliceerd in 1910 door Sheffield Airey Neave.

## Verspreiding
De soort komt voor in Congo-Kinshasa, Tanzania, Angola, Zambia, Malawi en Mozambique.

## Ondersoorten
- Cigaritis trimeni trimeni (Neave, 1910) (Tanzania, Zambia, Malawi, Mozambique)
- Cigaritis trimeni congolanus (Dufrane, 1954) (Congo-Kinshasa, Angola)
  - = Spindasis trimeni congolanus Dufrane, 1954